# Sarah Sjöström
Sarah Fredrika Sjöström (født 17. august 1993) er en svensk svømmer, som flere gange har vundet verdensmesterskabet og europamesterskabet i svømning i de korte distancer i butterfly og fri. Hun deltog i sommer-OL 2008 og 2012 uden at vinde medaljer, men ved Sommer-OL 2016 vandt hun guld i 100 meter butterfly og sølv i 200 meter frisvømning. Hun er indehaver af verdensrekorden i 100 meter butterfly på langbane og kortbane, i 50 meter butterfly på langbane og i 200 meter fri på kortbane.